# Eutanasia en México
Es necesario abordar el tema de la Eutanasia en México debido al cambio demográfico que atraviesa el país, con un número creciente de personas adultas mayores. Muchas de estas personas enfrentan problemas económicos, sociales y de salud. Es fundamental asegurar que tengan acceso a servicios de salud a través de programas y políticas que incluyan cuidados al final de la vida, al mismo tiempo que se respete su derecho a tomar decisiones sobre su propia vida y muerte con dignidad. Según las proyecciones demográficas sobre el envejecimiento, México aún tiene tiempo para encontrar soluciones que garanticen los derechos de este grupo y fomentar políticas públicas que puedan anticipar y resolver posibles desafíos que se presenten en el futuro cercano.
La legislación sobre eutanasia en México distingue entre eutanasia activa y pasiva. La eutanasia activa aún no está permitida en ningún estado. Sin embargo, la eutanasia pasiva, es decir, el rechazo de tratamientos para alargar la vida, está regulada en  algunas entidades federativas del país.

## Estados donde es legal la eutanasia pasiva

Ciudad de México, Coahuila, Aguascalientes, San Luis Potosí, Michoacán de Ocampo, Tabasco, Hidalgo, Guanajuato, Guerrero, Nayarit, México, Colima, Oaxaca, Yucatán, Tlaxcala, Zacatecas, Veracruz , Jalisco y Sonora.
Si bien el procedimiento exacto puede variar, las leyes regionales que tratan sobre los testamentos en vida -normalmente denominados "de Voluntad Anticipada"- generalmente requieren que un notario público atestigüe las instrucciones dejadas por el paciente.

## Eutanasia Pasiva absoluta y no intervencionista
La pasiva no intervencionista se da cuando el paciente recibe los elementos de soporte básico, pero en caso de eventos críticos como un paro cardíaco, una hemorragia masiva u otros eventos, se evitan maniobras de reanimación. Por lo que toca a la situación del paciente, se dan dos variantes, la terminal y la paliativa. La terminal existe cuando se trata de pacientes considerados en proceso de enfermedad avanzada, irreversible y progresivamente letal. La paliativa concurre en casos de enfermedad incurable que produce gran incomodidad y dolor a quien la sufre, y cuya curación no es posible. Frente a este panorama, es posible analizar ciertas enfermedades que colocan al paciente bajo la perspectiva de una eutanasia voluntaria. En este caso en particular, el enfermo se encuentra en posibilidad física de otorgar su consentimiento, mientras que en caso contrario, sus parientes con sanguíneos más próximos pueden tomar la decisión.

## Debate Religioso y Político
En México, actualmente la Eutanasia está en debate, debido a que la Iglesia católica tiene una fuerte influencia en la legislación mexicana a pesar de que es un Estado Laico. Esta influencia es lo que ha afectado la despenalización de la Eutanasia en el país.
Actualmente existe una total falta de información y explicación en las personas  sobre el tema, aunado a la creencia religiosa que existe entre los habitantes y la total desconfianza al gobierno y a sus instituciones.
El objetivo principal era permitir que los pacientes en fase terminal o que experimentaran un sufrimiento extremo pudieran solicitar la eutanasia, siempre que fueran mayores de 18 años. Sin embargo, la comisión encargada rechazó esta propuesta, ya que consideraron que la percepción individual del dolor podría llevar a interpretaciones erróneas, lo que pondría en riesgo la protección del derecho a la vida sin que el Estado pudiera asegurar un control adecuado sobre este derecho fundamental.
Para la eutanasia activa, los partidos políticos PRD y PRI han introducido proyectos de ley para descriminalizarla en el Senado (2007) y la Asamblea Legislativa de la Ciudad de México (2009), pero no han conseguido cambiar el artículo 166 bis 21 de la Ley General sobre Salud, que define la eutanasia como homicidio por caridad.
A texto, en el artículo 1° indica que el objetivo de dicha ley es establecer y regular las normas, requisitos y formas de realización de la voluntad de cualquier persona con capacidad de ejercicio, respecto a la negativa a someterse a medios, tratamientos y/o procedimientos médicos que pretendan prolongar de manera innecesaria su vida, protegiendo en todo momento la dignidad de la persona, cuando por razones médicas, fortuitas o de fuerza mayor, sea imposible mantener su vida de manera natural.
De igual forma, otro artículo a recalcar es el 3°, en su sexto párrafo, en donde indica lo siguiente:
Enfermo en etapa terminal: es el que tiene un padecimiento mortal o que por caso fortuito o causas de fuerza mayor tiene una esperanza de vida menor a seis meses, y se encuentra imposibilitado para mantener su vida de manera natural, con base en las siguientes circunstancias:
1. Presenta diagnóstico de enfermedad avanzada, irreversible, incurable, progresiva y/o degenerativa;
2. Imposibilidad de respuesta a tratamiento específico; y/o
3. Presencia de numerosos problemas y síntomas, secundarios o subsecuentes.[27]

Por el contrario, en el 2010 había 18 estados donde la presión de la Iglesia católica había conseguido modificar la Constitución para proteger lo que denomina "derecho a la vida", descartando así cualquier iniciativa que contemple la eutanasia activa dentro de ese estado.
De acuerdo con la Encuesta Nacional sobre muerte digna 2016, 68,3 % de los mexicanos se posicionan en favor de la opción de poder adelantar la muerte en caso de que la persona esté en fase terminal, mientras que 31,7 % están en contra.
" Se promoverá en todo el territorio la Ley de Voluntad Anticipada, y en todas las entidades federativas que aún no cuenten con ella, se promoverán reformas en los códigos civiles para consagrar una muerte digna", dijo la ministra de gobernación( interior) Olga Sánchez Cordero.
La ley de voluntad anticipada permite a un enfermo expresar por adelanto el tipo de tratamiento que quiere recibir ante enfermedades terminales. Esta ley regula la decisión de las personas de ser o no sometidas a tratamientos médicos. En México, un total de 19 estados cuentan con esta legislación (la Ciudad de México, desde el 2008); en el resto del país sigue siendo ilegal.

## Importancia de legalizarla y derecho a la vida
Algunos autores que se manifiestan en contra de la eutanasia, señalan que la legalización de ésta podría traer como consecuencia que se llegaran a cometer actos criminales en pacientes que no han expresado su consentimiento o bien son incapaces de expresar su deseo de morir, como el caso de  sujetos con deformidades, niños idiotas y personas seniles. Esta objeción no tiene seriedad alguna, ya que bastaría analizarlas circunstancias bajo las cuales podría ser practicada la eutanasia, para determinar que dichos supuestos no podrían presentarse, además que tratándose de dichas personas, lejos de practicarse la eutanasia se estaría cometiendo un verdadero crimen, que ante ninguna circunstancia podría escudarse dentro del término eutanasia.
En principio hay que reconocer que el hombre tiene un derecho a la vida que le otorga la propia naturaleza, y por ende hay que aceptar que la muerte  deviene un hecho natural, pues se encuentra indefectiblemente ligado a la naturaleza humana.
El derecho a la vida es sin duda un derecho universal que ha sido objeto de protección por diversos instrumentos jurídicos internacionales.En ese sentido, la Declaración Universal de los Derechos del Hombre, del 10 de diciembre de 1948, establece lo siguiente.
Artículo 3: Todo individuo tiene derecho a la vida, a la libertad y a la seguridad de su persona
Las estadísticas de oficiales son escasas, pero el bioético Horacio García Romero establece que hasta un 45 por ciento de los pacientes terminales en el país demandan algún tipo de eutanasia pasiva.
En octubre del 2010, el Secretario de Sanidad de Ciudad de México anunció que 497 pacientes se habían beneficiado de la eutanasia pasiva desde su legalización, incluyendo al menos a 41 residentes de otros estados y dos ciudadanos de los Estados Unidos.

## Opinión Médica y social
En lo que respecta a la actitud frente a la eutanasia el 68.3% de los participantes estuvieron a favor de la eutanasia, cuando se les preguntó: 
¿Cuáles eran los primeros sentimientos que experimentaban cuando escuchaban el término de eutanasia?
Los sentimientos que afloraban eran la empatía, la tranquilidad e indiferencia con 35%, 25% y 18.3% respectivamente,cuando se les pregunto si algún paciente les había pedido morir,el 78.3% informo que sí y que la mayoría de los pacientes que hacían está solicitud tenían un diagnóstico de Cáncer terminal o alguna otra enfermedad terminal.
| Variables                                                          | | F                | %                             |
| ¿Cuál es su postura frente a la eutanasia?                         | A favor Neutral En contra | 41 9 10          | 68.3 15 16                    |
| ¿Qué sentimientos experimenta cuando escucha el termino eutanasia? | Tristeza Empatía Tranquilidad Indiferencia Susto Sorpresa                                                                                          | 11 21 15 11 1    | 18.3 35 25 18.3 1.7           |
| De los siguientes conceptos ¿Cómo valoraría a la eutanasia?        | Pecado Inmoral Acto de Maldad Crimen Salvación Algo Normal Ninguno de los términos anteriores                                                      | 7 2 1 2 21 11 17 | 11.7 3.3 1.7 3.3 35 18.3 26.7 |
| ¿Alguna vez un paciente le ha pedido morir?                        | Si No | 47 13            | 78.3 21.7                     |
| ¿Qué diagnóstico tenían los pacientes que han solicitado morir?    | Cáncer o enfermedad terminal Dolor intenso y/o crónico Depresión u enfermedad psiquiátrica Abandono por parte de los familiares Pandemia No aplica | 26 8 7 4 2 13    | 43.3 13.3 11.7 6.7 3.3 21.7   |

De acuerdo con Parametría, ya en febrero de 2008 el 59 por ciento de los mexicanos pensaban que deberían tener el derecho legal de terminar con la vida de una persona que sufre de una enfermedad incurable a petición del paciente o sus allegados, mientras que un 35 por ciento estaba en desacuerdo.
De igual forma, el 72 por ciento de los mexicanos piensan que la eutanasia debería legalizarse en el país, 14 por ciento consideran que esto no debería ocurrir y 14 por ciento prefirieron no tomar una posición al respecto. En cambio, sobre el suicidio medicamente asistido 52 por ciento piensan que debería contemplarse en la ley, y para 32 por ciento esto no debería ocurrir.